# Xenocalliphora vetusta
Xenocalliphora vetusta är en tvåvingeart som beskrevs av Dear 1986. Xenocalliphora vetusta ingår i släktet Xenocalliphora och familjen spyflugor. Inga underarter finns listade i Catalogue of Life.